# Morgan Jones (attore 1879)
Morgan Jones,   (Denver, 1879 – New York, 21 settembre 1951), è stato un attore statunitense del cinema muto.

## Filmografia
- The Great Train Robbery, regia di, non accreditato, Edwin S. Porter - cortometraggio (1903)
- The Problem Love Solved
- The Law of Humanity
- An Orphan's Romance
- A Rural Free Delivery Romance
- A Circumstantial Nurse
- The Vacant Chair
- Where Paths Diverge
- All's Well That Ends Well, regia di Carl Gregory - cortometraggio (1914)
- The Road to Fame, regia di Ernest C. Warde - cortometraggio (1915)
- Frontier Woman
- Mark of the Frog